# Cepora temena
Cepora temena é uma borboleta da família Pieridae. Ela pode ser encontrada na Indonésia.

## Subespécies
As seguintes subespécies são reconhecidas:
- Cepora Temena Temena (Lombok)
- Cepora Temena Tamar Wallace, 1867 (Java, Bali)
- Cepora Temena Lenitas Fruhstorfer, 1910 (Sumbawa)
- Cepora temena hyele Fruhstorfer, 1910 (Lembata)